# Sika (Baranjska županija, Mađarska)
Sika (mađ. Magyarszék) je selo u južnoj Mađarskoj. 
Zauzima površinu od 13,86 km četvornih.

## Zemljopisni položaj
Nalazi u sjeveroistočnom podnožju gore Mečeka (mađ. Mecsek), na 46°12' sjeverne zemljopisne širine i 18°12' istočne zemljopisne dužine. Obližnje selo Liget se nalazi 4 km sjeverno, a Pliške 3 km prema sjeveru. Sa suprotne, južne strane Mečeka se nalazi grad Pečuh.

## Upravna organizacija
Upravno pripada komlovskoj mikroregiji u Baranjskoj županiji. Poštanski broj je 7396.
1930. su selu Baranyaszéku pripojena sela Kishertelend i Németszék. 1931. je Baranyaszék preimenovan u Magyarszék.

## Stanovništvo
U Sici živi 1138 stanovnika (2005.). Mađari su većina. Nijemci čine 4%, Romi 0,6% stanovništva. Nijemci i Romi imaju svoje manjinske samouprave. U selu je i 0,3% Hrvata. Blizu 74% stanovnika su rimokatolici, 1,6% je grkokatolika, blizu 8% je kalvinista te ostali.

## Vanjske poveznice
- (mađ.) Magyarszék honlapja  Arhivirana inačica izvorne stranice od 30. prosinca 2016. (Wayback Machine)
- (mađ.) Magyarszék a Vendégvárón  Arhivirana inačica izvorne stranice od 28. veljače 2007. (Wayback Machine)
- Sika na fallingrain.com